# Kuss-Walzer

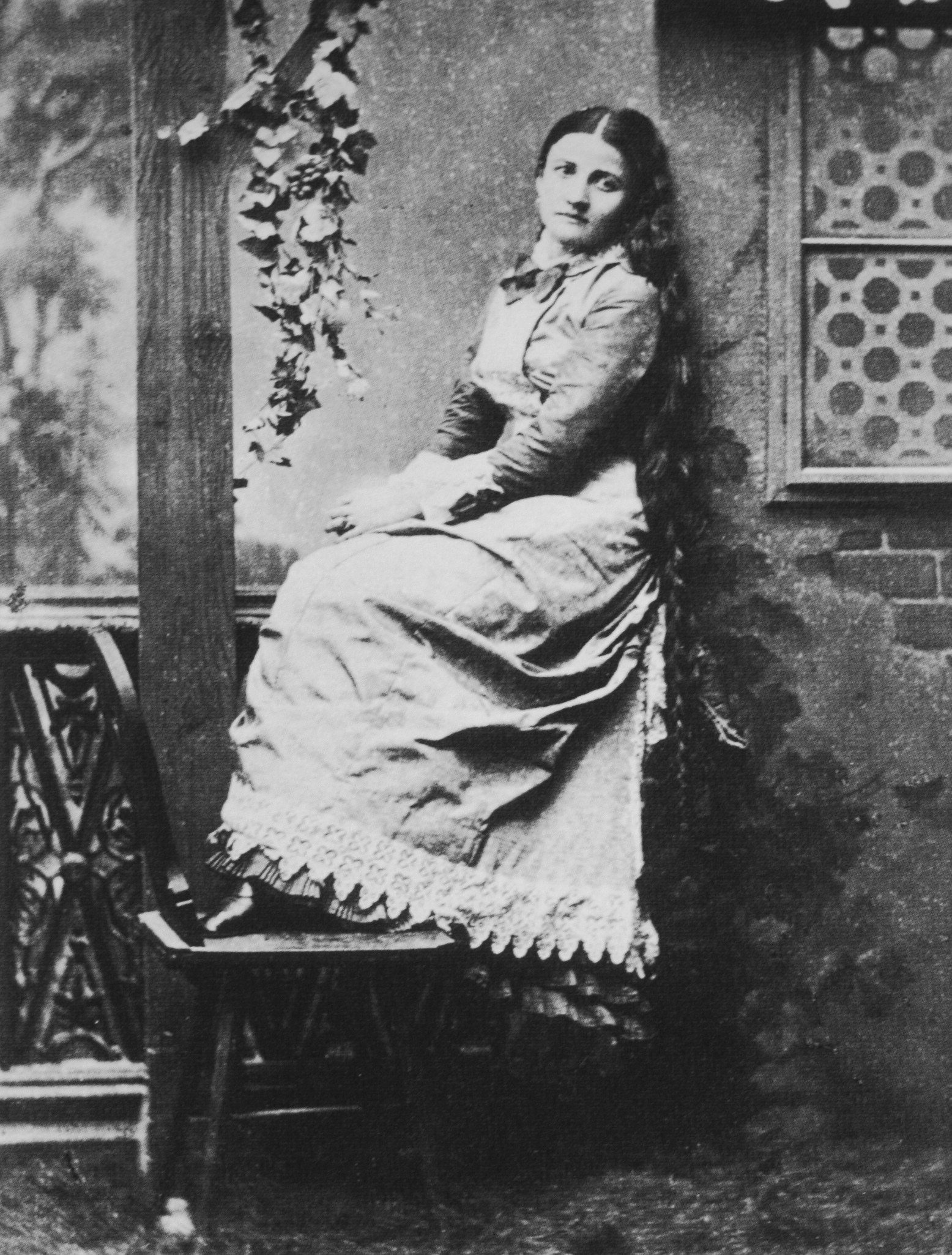
Angelika Dittrich.

Kuss-Walzer (Valzer del bacio) op. 400, è un valzer di Johann Strauss (figlio).
Dopo la morte della prima moglie, Jetty Treffz, nell'aprile del 1878, Johann Strauss aspettò soltanto sette settimane prima di risposarsi.
La sua nuova compagna fu la ventottenne attrice prussiana Angelika Dittrich (1850-1919), il matrimonio si concluse però con un divorzio consensuale nel 1882.
Durante la loro breve unione, Johann Strauss creò un'operetta di successo dal titolo Der lustige Krieg (L'allegra guerra) nel 1881; la popolarità di quest'operetta, mentre Strauss era in vita, fu sorpassata soltanto da Die Fledermaus (1874) e da Der Zigeunerbaron (1885).
Dei dieci brani orchestrali che Johann Strauss ricavò dalla sua operetta, il Kuss-Walzer ha un significato speciale, poiché è una vera e propria dedica d'amore alla moglie Angelika. Fu Eduard Strauss a condurre il valzer per la prima volta ad un ballo di corte il 10 gennaio 1882. Il Kuss-Walzer è tratto per buona parte dall'aria del Marchese Sebastiani dell'atto 2º Nur fur Natur con richiami a melodie del finale del 2º atto (Herr Herzog).